# ذئب ذو العرف
الذئب ذو العرف هو أطول كلبيات أمريكا الجنوبية؛ يشبه الثعلب أكثر من الذئب. يعيش في المناطق الحرشية غالباً التي تشمل أراضي البامباس.

## الوصف

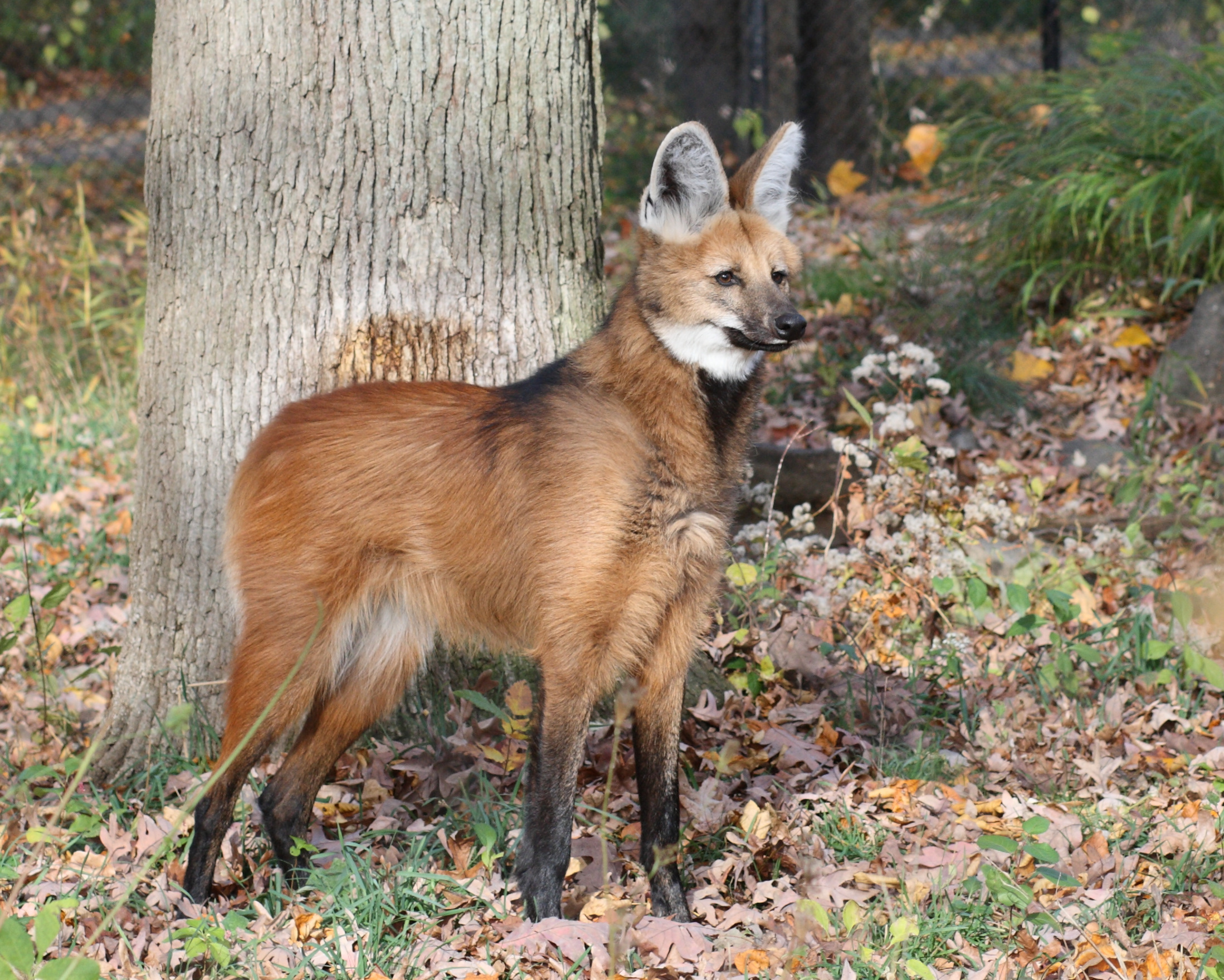

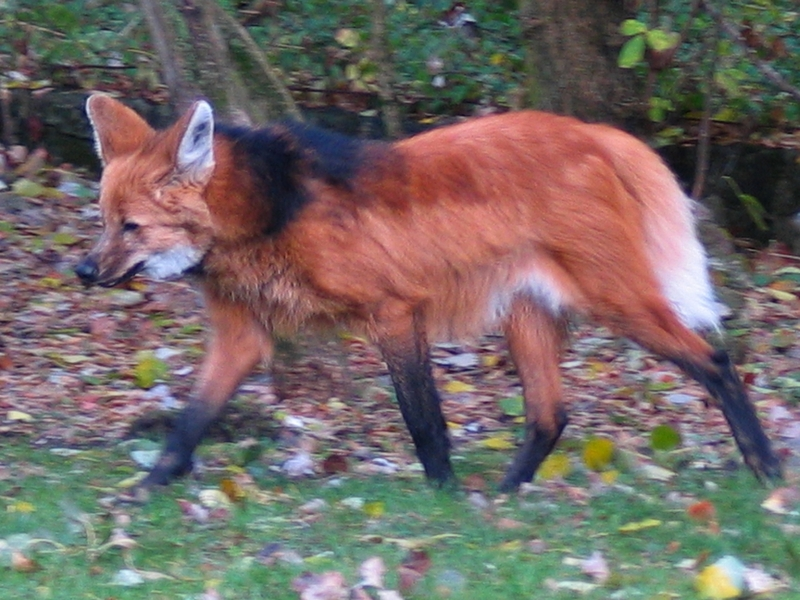

أخذ اسمه من الشعر الكثيف الذي يوجد فوق رأسه حتى مؤخرة عنقه الأسود، صفاته شبيهة بالثعلب أكثر من الذئب إلا أنه أطول من الأول وأقصر من الثاني. يملك ذيلا قصيرًا نسبيًا، لديه فرو كثيف مقارنة بالكلبيات الأخرى ذو لون أحمر ينتهي بلون أسود في أسفل قوائمه. يزن حوالي 23 كيلوغرام ويصل طوله إلى 130 سنتمترا ذيله بمفرده يصل إلى 45 سنتمترا. أما الحمل فيدوم حوالي 65 يوما ويمكن أن يعمر حتى عمر 15 سنة.

## علم البيئة والسلوك

### التكاثر ودورة الحياة
موسم تزاوجهم يتراوح من نوفمبر إلى أبريل. ويستمر الحمل من 60 إلى 65 يومًا ، وقد يكون له من اثنين إلى ستة من الجراء ذات الفراء السوداء، يزن كل منها حوالي 450 جرامًا (16 أونصة). تنمو الجراء بالكامل عندما تبلغ من العمر عامًا واحدًا. خلال تلك السنة الأولى، تعتمد الجراء على والديها في الطعام.
البيانات المأخوذ حول الذئب ذو العرف بشكل أساسي من الحيوانات الأسيرة، لا سيما حول تربية الغدد الصماء. التغيرات الهرمونية للذئاب في البرية تتبع نفس نمط التباين لتلك الموجودة في الأسر. إباضة الإناث تأتي بشكل عفوي، لكن بعض المؤلفين يقترحون أن وجود الذكر مهم لتحريض الشبق.
تتكاثر الحيوانات الأسيرة في نصف الكرة الشمالي بين أكتوبر وفبراير وفي نصف الكرة الجنوبي بين أغسطس وأكتوبر. يشير هذا إلى أن الفترة الضوئية تلعب دورًا مهمًا في تكاثر الذئاب، ويرجع ذلك أساسًا إلى إنتاج السائل المنوي. بشكل عام ، يحدث شبق واحد كل عام. كمية الحيوانات المنوية التي ينتجها الذئب أقل من تلك الموجودة في الكلاب الأخرى.
يحدث الجماع خلال فترة الشبق التي تبلغ أربعة أيام، ويتبعها ما يصل إلى 15 دقيقة من الجماع. المغازلة تشبه تلك التي لدى الكلبيات أخرى، وتتميز بالمناهج المتكررة والتحقيق العجان.
يستمر الحمل من 60 إلى 65 يومًا وقد يتراوح عدد الجراء من اثنين إلى ستة صغار. تم تسجيل جرو واحدة من سبعة. لوحظ ولادة في مايو في جبال كاناسترا، لكن البيانات الواردة من الحيوانات الأسيرة تشير إلى أن الولادات تتركز بين يونيو وسبتمبر. يتكاثر الذئب ذو العرف بصعوبة في البرية، مع ارتفاع معدل وفيات الرضع. يمكن أن تصل الإناث إلى عامين دون تكاثر. التكاثر في الأسر أكثر صعوبة، خاصة في الأجزاء المعتدلة من نصف الكرة الشمالي.

## الانتشار

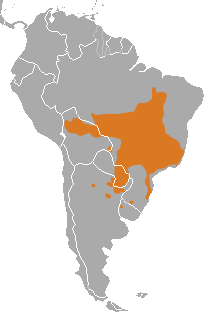
الموطن الحالي للذئب ذو العرف

معظم أماكن انتشاره تتركز في البرازيل وجزء من البارغواي وبوليفيا والأورغواي ، إذ أن قبل عدة سنوات كان ينتشر في البيرو والبامباس الأرجنتينية وذلك راجع للمتاجرة في فرو الذئاب والزحف العمراني أيضا.

## الغذاء
و يتغذى هذا الذئب على الحيوانات الصغيرة مثل الأرانب والفئران وحتى الطيور والأسماك ويأكل أيضا مختلف أنواع الفواكه والنباتات .